# مونیخ (فیلم)
مونیخ (به انگلیسی: Munich) نام فیلمی آمریکایی است محصول سال ۲۰۰۵ میلادی در ژانر درام تاریخی، اکشن و دلهره آور، به کارگردانی استیون اسپیلبرگ که به ماجرای کشتار ورزشکاران اسرائیلی در المپیک مونیخ در سال ۱۹۷۲ به دست گروه فلسطینی موسوم به «سازمان سپتامبر سیاه» و انتقام سازمان اطلاعات و وظایف ویژه (موساد) در عملیاتی سرّی با نام «عملیات خشم خدا» می‌پردازد.
در این عملیات، گروهی به رهبری مأمور مخفی سابق موساد، آونر (اریک بانا)، به جستجو و کشتن فهرست اعضای سپتامبر سیاه که مسئول قتل یازده ورزشکار اسرائیلی تصور می‌شدند می‌پردازند.
مونیخ آشکارا از رویکرد خشونت‌آمیز دولت اسرائیل، در برابر اعمال تروریستی اعراب انتقاد می‌کند.

## داستان
بعد از اتفاقاتی که باعث مرگ ورزشکاران اسرائیلی در محل اقامت آنان شد، موساد آونر را که فرزند یک قهرمان جنگ و مأمور رده پایین موساد است را به جلسه با خانم نخست وزیر فرا می‌خواند. آونر زمانی از نوجوانی خود را در اروپا به خصوص آلمان گذرانده است و موساد با استفاده از تجربه آونر و گمنامی او که باعث راحت بودن انکار اطلاع موساد از اعمال وی می‌شود، او را مأمور به کشتن اعضای جنبش سپتامبر سیاه می‌کند که مسئول کشتار مونیخ هستند. سیر داستان فیلم تلاش آونر و همکارانش برای انجام مأموریت را نشان می‌دهد. 

## جوایز
برنده
- چهارمین جشنواره مرکزی انجمن منتقدان فیلم اوهایو
- چهلمین جشنواره انجمن منتقدان فیلم شهر کانزاس
- چهارمین جشنواره انجمن منتقدان فیلم منطقه واشینگتن دی سی

نامزدی
- هفتاد و هشتمین جشنواره آکادمی اسکار
- پنجاه و ششمین جایزه تدوینگران سینمای آمریکا
- انجمن فیلم استرالیا
- یازدهمین جشنواره برگزیده منتقدان BFCA
- شصت و سومین جشنواره گلدن گلوب
- چهل و هشتمین جشنواره گرمی